# Камков, Анатолий Григорьевич
Анатолий Григорьевич Камков (14.10.1922 — 14.08.2000) — советский военачальник, участник  Великой Отечественной войны, гвардии генерал-лейтенант (1984), Кавалер 4-х орденов Красной звезды.

## Биография

### Начальная биография
Родился в 1922 году в селе Иваньково Суздальского уезда Владимирской губернии (ныне в Гаврилово-Посадском районе Ивановской области). На службу в РККА призван в 1940 году.

### В Великую Отечественную войну
В Великой Отечественной Войне участвовал с октября 1941 года.
Воевал на Юго-Западном фронте (с октября 1941 по январь 1942 года и с апреля по июль 1942 года), в составе 84-й танковой бригады на Сталинградском и Южном фронтах (с сентября по ноябрь 1942 года), на Белгородском и Харьковском направлениях (с 12 июля по 8 сентября 1943 года).
В должности помощника начальника штаба по оперативной работе 12 механизированной бригады, в составе 5-го гвардейского механизированного Зимовниковского ордена Кутузова корпуса, принимал участие  в Курской битве.

### После войны
По окончании Великой Отечественной войны продолжил службу в Вооруженных силах СССР на различных командно-штабных должностях.
В 1953 году окончил Военную академию Бронетанковых войск имени И. В. Сталина. По окончании военной академии был распределен в Ленинградский военный округ, где был назначен на должность начальника штаба учебного танкового полка танковой дивизии (Осиновая роща, Сертолово-1, Ленинградская область). В 1956 году был назначен командиром этого учебного полка.
В 1962 году был назначен на должность заместителя командира 2-я гвардейской танковой дивизии (Гарболово, Ленинградская область)
В 1963 году назначается на равнозначную должность – заместителем командира 6-й гвардейской ордена Б. Хмельницкого танковой дивизии (ГСВГ, город Виттенберг).
В 1967 году принял командование 7-й гвардейской ордена Б.Хмельницкого танковой дивизии 3-й гвардейской танковой армия(ГСВГ, город Росслау) с которой принимал участие во вводе войск в Чехословакию/
В 1969 году был назначен на должность командира 14 танковой дивизии (СКВО, город Новочеркасск).
С 19 июля 1973 по 1978 год командовал Ташкентским высшим общевойсковым командным училищем имени В.И. Ленина.
В 1978 году получил на должность заместителя командующего войсками Уральского военного округа по гражданской обороне. В 1987 году был уволен в запас.
В 1980-е – 1990-е годы проживал вместе с семьёй в городе Свердловске (ныне Екатеринбург).
Умер 14 августа 2000 года. Похоронен на Широкореченском кладбище Екатеринбурга.

## Награды
Ордена СССР
- Четыре Ордена Красной Звезды:
- Орден «За службу Родине в Вооружённых Силах СССР» I степени
- Орден «За службу Родине в Вооружённых Силах СССР» II степени
- Два Орден Отечественной войны I степени  (1945;1985)

Медали СССР
- Две Медали «За боевые заслуги» (05.11.1943; )[5]
- «За победу над Германией в ВОВ 1941-1945 гг.» (1945)
- Медаль «За оборону Сталинграда»
- Юбилейная медаль «30 лет Советской Армии и Флота»;

Иностранные награды
- Медаль «60 лет Вооруженным силам МНР»[6]
- Медаль «30 лет Болгарской народной армии»[7]
- Медаль «30 лет освобождения Чехословакии Советской Армией»
- Медаль «40 лет освобождения Чехословакии Советской Армией»

## Воинские звания
- Полковник (1958)
- генерал-майор танковых войск (29.04.1970)
- Генерал — лейтенант (29.04.1983)